# Acanthopsyche hampsoni
Acanthopsyche hampsoni är en fjärilsart som beskrevs av George Thomas Bethune-Baker 1894. Acanthopsyche hampsoni ingår i släktet Acanthopsyche och familjen säckspinnare. Inga underarter finns listade i Catalogue of Life.